# La vendetta di Badboy
La vendetta di Badboy è il primo libro della saga Horrorland, di Piccoli Brividi, scritta da R.L. Stine.

## Trama
La protagonista del romanzo è Britney Crosby, una ragazza dodicenne, che viene avvertita dai suoi genitori dell'arrivo del suo pestifero cugino Ethan che si fermerà a casa sua per qualche settimana. Quando quest'ultimo arriva, si presenta con uno spaventoso pupazzo in braccio, soprannominato da lui il Signor Badboy. Britney va a casa della sua migliore amica Molly Molloy per stare lontano da suo cugino ma i suoi genitori la obbligano a portare Ethan (con il Signor Badboy) con lei. Arrivati a casa di Molly, il padre di quest'ultima nota il pupazzo che Ethan tiene in braccio e insiste perché sua figlia, Britney e Ethan salgano in soffitta per ammirare la sua stravagante e spaventosa collezione di reperti provenienti da ogni parte del mondo. Il signor Molloy mostra ai tre ragazzi il suo ultimo e più importante acquisto, una bambolina di legno con una vera testa umana rimpicciolita chiamata La Divoratrice di menti perché si impossessa della mente di chi la tocca.
Dall'arrivo di Ethan cominciano a verificarsi fatti misteriosi, Britney incolpa Ethan di quanto è accaduto ma lui dice, con serietà e timore, che la colpa è del Signor Badboy. Un giorno Britney ritrova un suo poster strappato ed il dipinto del suo amato cane rovinato, così si reca furiosa nella cameretta di Ethan, ma trova solo il Signor Badboy che, sotto lo sguardo incredulo della ragazza, si siede da solo e dice: "Tu non mi piaci, Britney!". La ragazza rimane traumatizzata dalla scena e tenta di convincere i suoi genitori, che però non le credono.
Una notte, Britney viene chiamata da Molly per aiutarla a sotterrare la bambola Divoratrice di menti perché secondo lei è veramente pericolosa.
Il giorno dopo, quando Britney accompagna Ethan a esibirsi come ventriloquo in una casa di riposo e il Signor Badboy combina un disastro. Nonostante ciò, Britney viene ingiustamente incolpata dell'accaduto.
In seguito Britney scopre grazie a un libro del padre di Molly che il pupazzo di Ethan si chiama Slappy ed è stato creato da un mago malvagio che lo ha fabbricato con il legno di una bara e trova anche un foglietto con sopra incise strane parole, che secondo le istruzioni, farebbero morire o risvegliare un pupazzo parlante. Così si reca da Slappy con Molly e legge le starne parole al pupazzo. Molly però trova un telecomando che fa parlare e muovere il pupazzo. Britney va su tutte le furie per essere stata giocata dallo scherzo di Ethan, per poi però calmarsi ripensando che adesso è tutto finito.
Di notte però, Britney viene svegliata da Slappy vivo, che la obbliga ad andare al cimitero dove aveva sotterrato la Divoratrice di menti ma lei rifiuta. Il pupazzo si incammina da solo verso la sua meta, promettendo alla ragazza che la prima persona a cui ruberà la mente con la bambola sarà la sua. Britney lo pedina fino al cimitero e proprio quando Slappy, dopo aver dissotterrato la bambola, la sta liberando dalla bara, interviene afferrandolo ma improvvisamente la ragazza viene raggiunta dai genitori. Infuriata, Britney sbatte la testa di Slappy contro la cassa di vetro della bambola, frantumandola, e così la Divoratrice di menti s'impossessa della mente di Slappy, inanimandolo.
Britney restituisce il pupazzo ai genitori, affermando che adesso tutta la faccenda è veramente finita. Così la ragazza se ne torna a casa, non prima di aver sotterrato la bambola Divoratrice di menti. Alla fine del racconto la voce di Slappy riecheggia nell'aria giurando vendetta.

## Edizioni
- R. L. Stine, La vendetta di Badboy, traduzione di Alessandra Orcese, collana Horrorland, Arnoldo Mondadori Editore, 2008,  p. 168.